# Хосе Карлос Маријатеги
Хосе Карлос Маријатеги (шп. José Carlos Mariátegui; Мокегва, 14. јун 1894 — Лима, 16. април 1930) био је перуански активиста, писац, публициста, књижевни критичар, новинар, друштвени и политички филозоф, социолог, историчар и теоретичар марксизма.
Очигледни самоуки марксиста, инсистирао је на томе да би социјалистичка револуција у Латинској Америци требало да се органски развија заснована на локалним условима и пракси, а не као резултат механичке примене европске формуле. Иако најпознатији као политички мислилац, његови књижевни списи привукли су пажњу стручне јавности.

## Дела
- La escena contemporánea
- Siete ensayos de interpretación de la realidad peruana
- El alma matinal y otras estaciones del hombre de hoy
- La novela y la vida. Siegfried y el profesor Canella
- Defensa del marxismo
- El artista y la época
- Signos y obras. Análisis del pensamiento literario contemporáneo
- Historia de la crisis mundial. Conferencias pronunciadas en 1923
- Poemas a Mariátegui
- José Carlos Mariátegui
- Peruanicemos al Perú
- Temas de nuestra América
- Ideología y política
- Temas de educación
- Cartas de Italia
- Figuras y aspectos de la vida mundial
- Amauta y su influencia